# Tentation troublante
Tentation troublante (Gospel of Deceit) est un téléfilm canadien réalisé par Timothy Bond, et diffusé aux États-Unis le 10 avril 2006 sur Lifetime.

## Fiche technique
- Titre original : Gospel of Deceit
- Réalisation : Timothy Bond
- Scénario : John Benjamin Martin
- Photographie : Alwyn Kumst
- Musique : David Findlay
- Société de production : Regent Entertainment, CanWest Global Communications
- Durée : 90 minutes
- Pays :  Canada

## Distribution
- Alexandra Paul (VF : Véronique Augereau) : Emily Wendell
- J. C. MacKenzie (en) (VF : Nicolas Marié) : Ted Wendell
- Corey Sevier (VF : Yoann Sover) : Luke
- Zoie Palmer : Tracy Duggins
- Jane Spidell : Cindy Peale
- Julie Watson : Amanda
- Lisa Berry : Sarah
- Steve Cumyn : Dick Newmani
- Deborah Odell : Lori Fusaro
- Kate Campbell : Betty Sue Clarke
- Asia Vieira : Margaret
- Conrad Coates (en) : Neil Saint-Armand
- Colleen Williams : Alice Marshall
- Meaghan Wilkinson : Emily jeune
- Ian Blackwood (en) : Ted jeune
- Trevor Bain : Officier Burke
- Kristina Nicoll : Docteur Feldman
- Olivia Jones : Docteur Isbell